# Villa Del Bene
Villa Del Bene è una villa veneta situata in località Volargne, nel comune di Dolcè (Verona), lungo l'antica via tridentina che costeggia il fiume Adige. La villa fu costruita a partire dal XV secolo ed è stata ampliata nel secolo XVI dalla famiglia Del Bene. Per il suo valore storico-artistico, nel 1926 la villa fu dichiarata monumento di interesse nazionale. Dal 1956 il complesso è di proprietà dello Stato Italiano.
Dal dicembre 2014 il Ministero per i beni e le attività culturali la gestisce tramite il Polo museale del Veneto, nel dicembre 2019 divenuto Direzione regionale Musei.

## Storia e descrizione

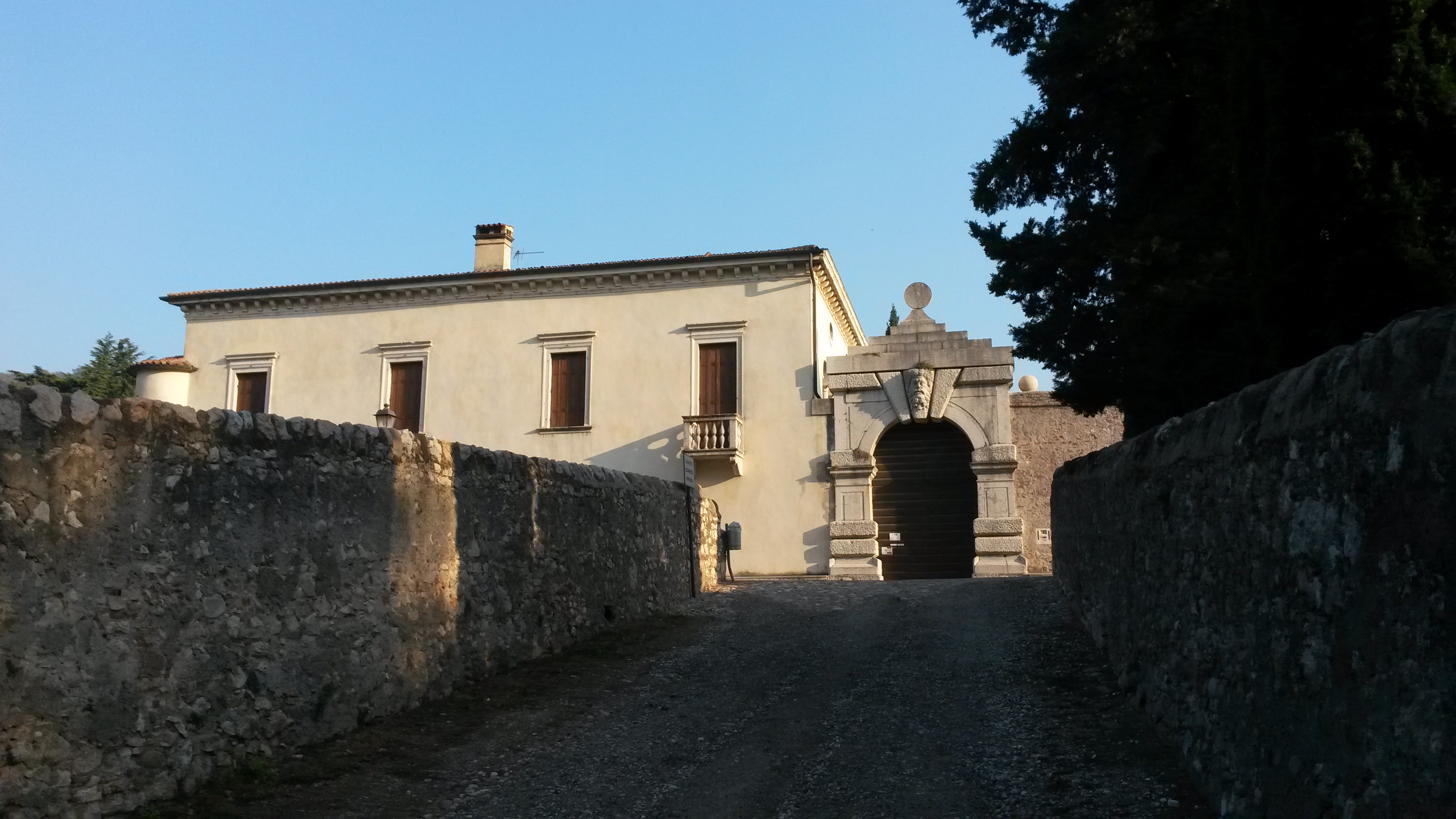
Facciata ovest e viale di accesso dal fiume Adige.

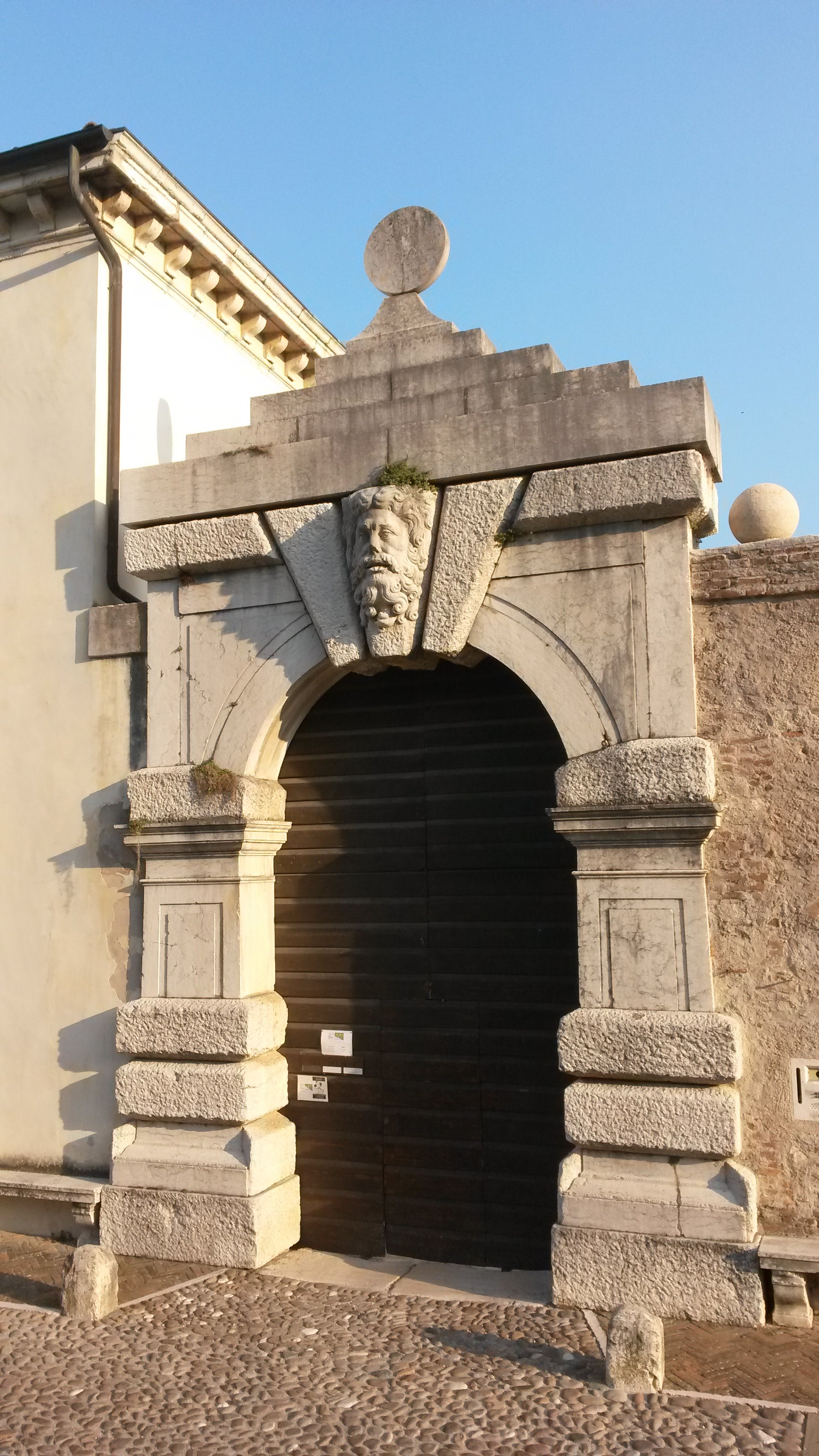
Il portale sulla strada nello stile del Manierismo. Sul disco-meridiana, in alto, è incisa in caratteri romani la data 1551.

La parte più antica del complesso architettonico fu edificata nel Quattrocento ed è testimoniata da alcuni resti di affreschi visibili sulla parete interna della loggia.
Il corpo originario, che si affaccia sul primo cortile, è a pianta veneta con salone mediano passante. Nei primi decenni del Cinquecento fu edificato un avancorpo a doppia loggia, rispettivamente di quattro e otto arcate. Queste ultime sono sorrette da colonne con capitelli a foglie uncinate e basi unghiate.
All'epoca era proprietario della villa il cavaliere Jacopo Antonio Malfatti, originario da una famiglia di mercanti di legname proveniente da Ala (Trento). Nel 1539 Jacopo Antonio Malfatti vendette la villa a Giovan Battista Del Bene, altro esponente del patriziato veronese di origine trentina (i Del Bene provenivano da Rovereto).
Giovan Battista Del Bene diede alla villa l'odierna veste rinascimentale e la fece decorare con affreschi. Fu rinnovata la facciata ovest, prospiciente l'antica via tridentina, da cui sporgono due balconcini con balaustri a doppio fuso nello stile dell'architetto rinascimentale veronese Michele Sanmicheli (1484-1559). Fu edificato il nuovo portale sulla strada, collegato all'approdo sul fiume Adige da un viale di cipressi. Datato 1551 (anno inciso in numeri romani sul soprastante disco-meridiana), il portale ricalca quello di palazzo d'Arco ad Arco, presso Rovereto, e denota influssi nordici nei manieristici accostamenti tra superfici rustiche e lisce. Nel secondo cortile, infine, fu innalzata una torre colombaia, aperta, al piano terra, da una loggia a tre arcate in poderoso bugnato rustico, ancora nella maniera del Sanmicheli.
Nella parte settentrionale del primo cortile si trova l'edificio più antico, realizzato con una loggia sorretta da un porticato. Il secondo cortile è invece dominato da una torre merlata che aveva funzione di colombaia, anch'essa con portico. Nelle vicinanze vi si trovano le stalle settecentesche, strutture per l'allevamento del baco da seta, un pozzo ottagonale e le cucine.

Tutto il complesso architettonico è decorato con ricchi affreschi di Domenico Brusasorzi, Nicola Crollalanza e Bernardino India.

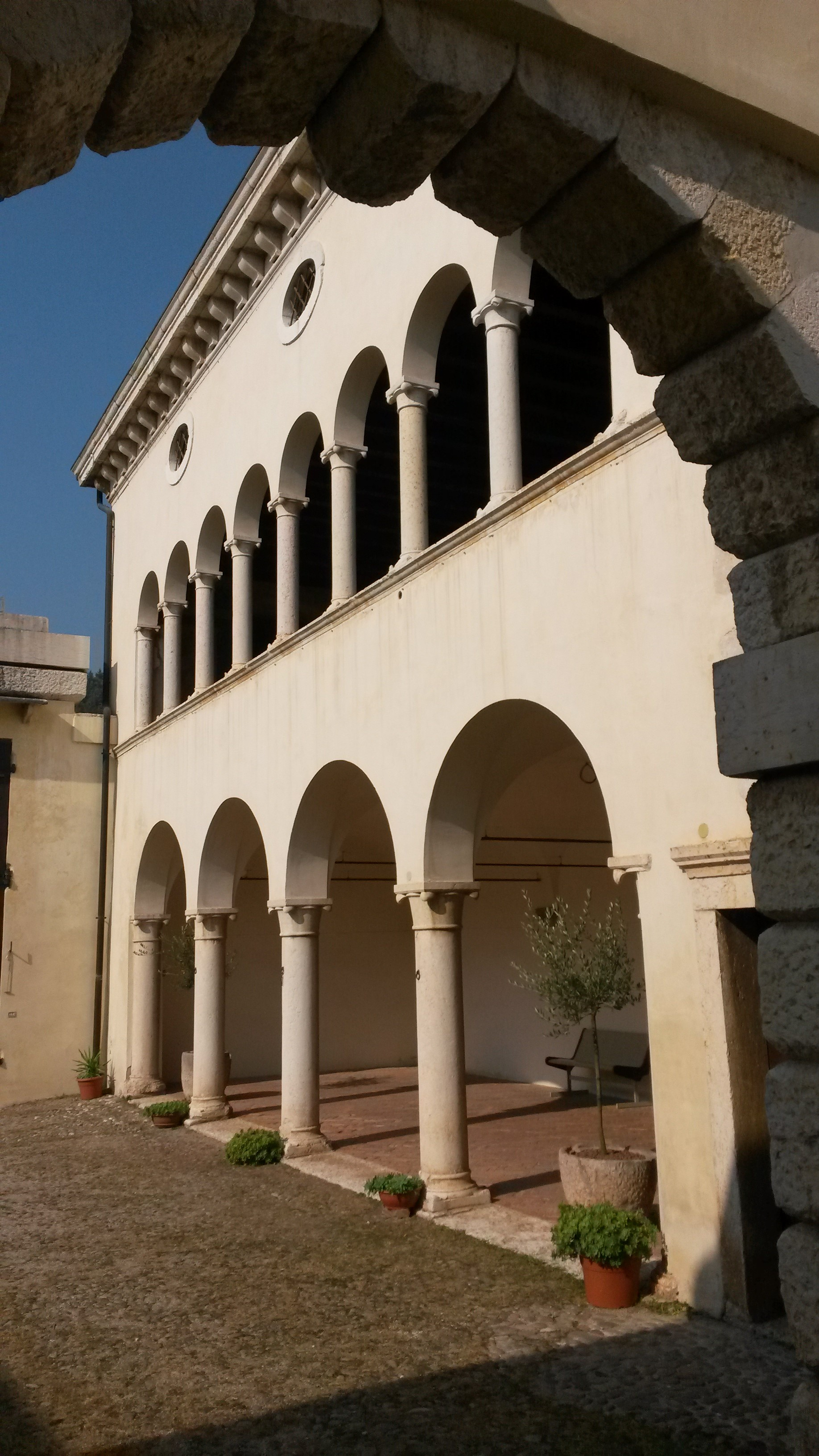
Il doppio loggiato (prima metà del secolo XVI) affacciato sul primo cortile.
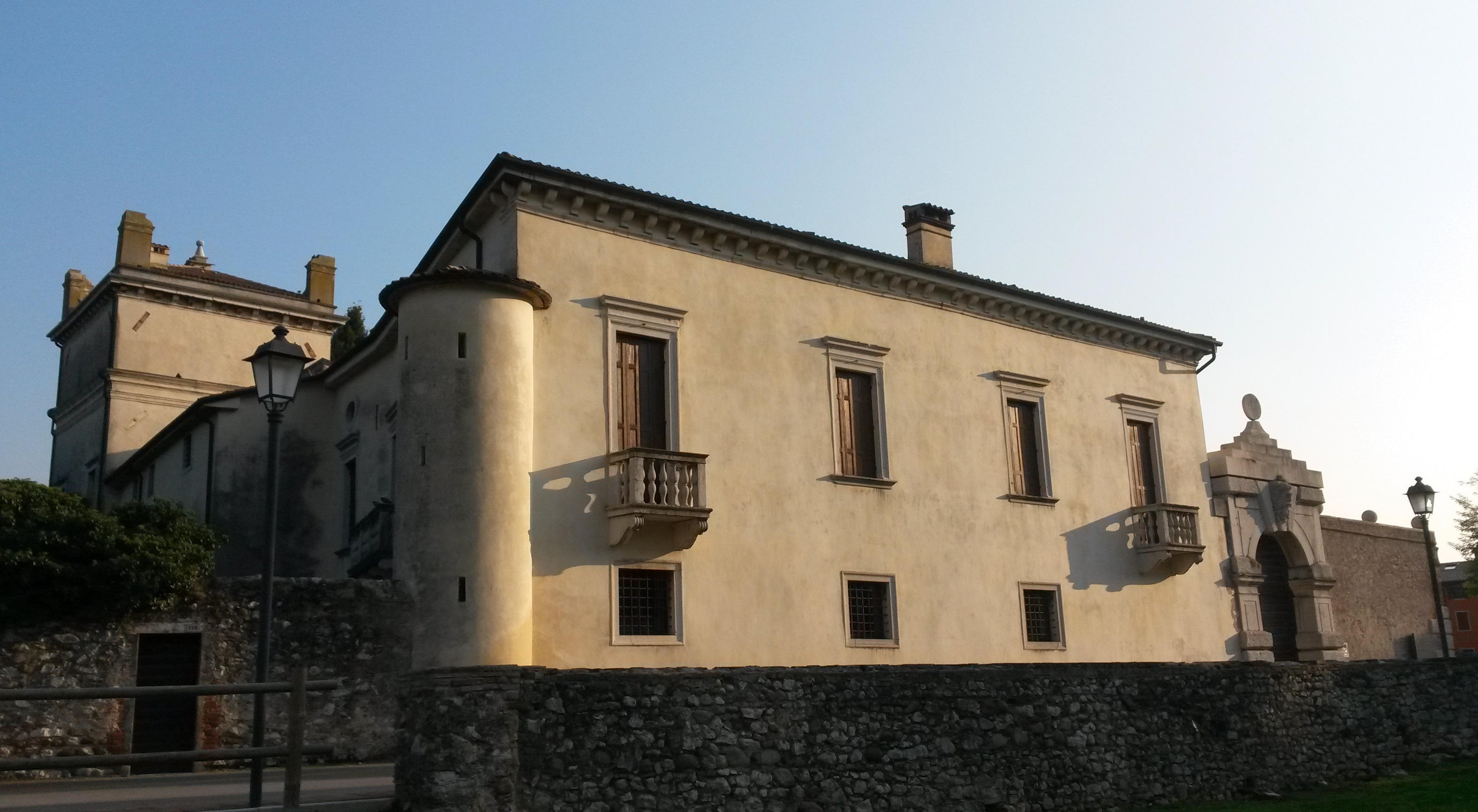
Da sinistra: la torre colombaia, il corpo principale rinnovato nel Cinquecento e il portale sulla strada.
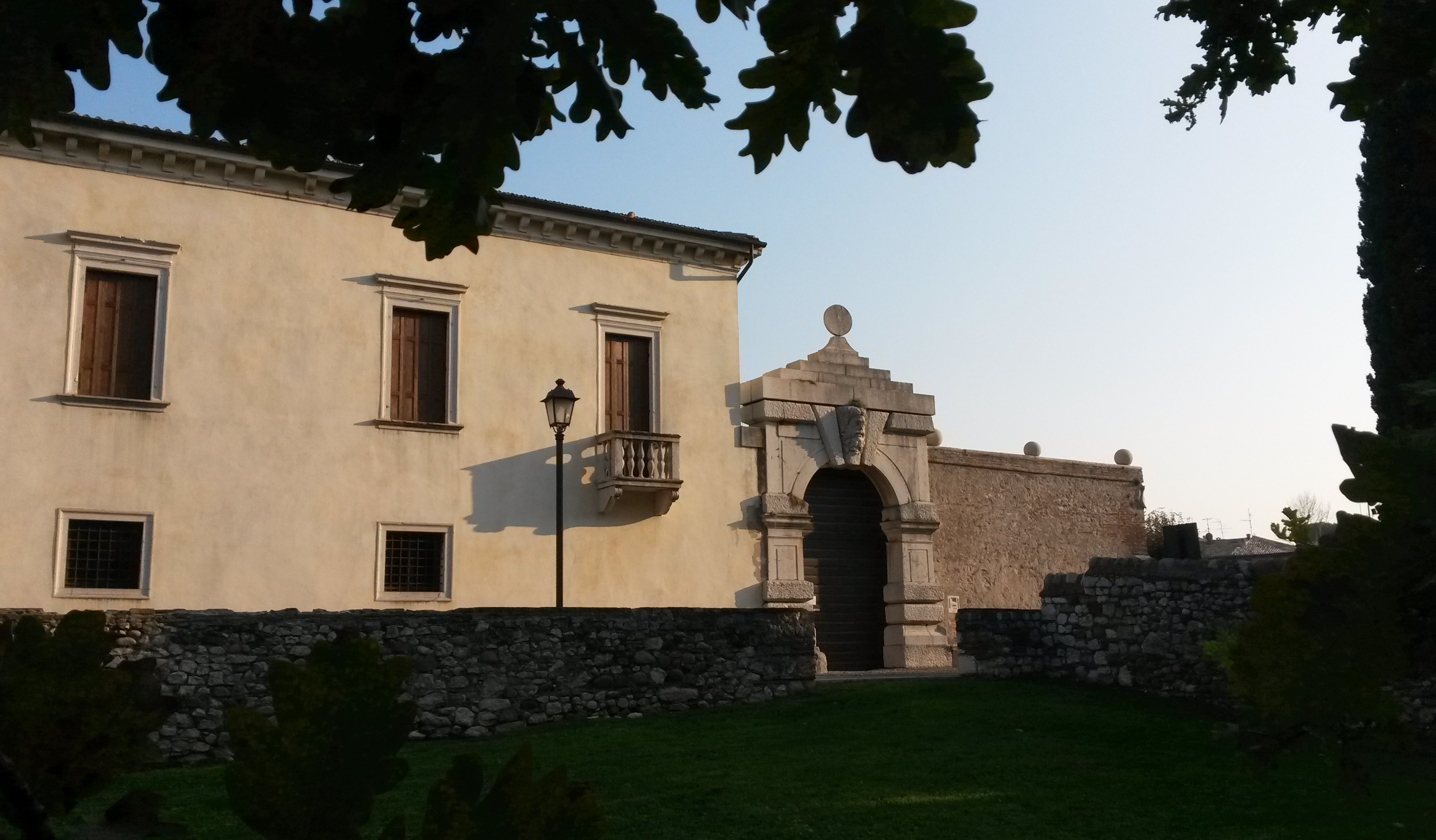
Prospetto ovest e portale sull'antica via tridentina.
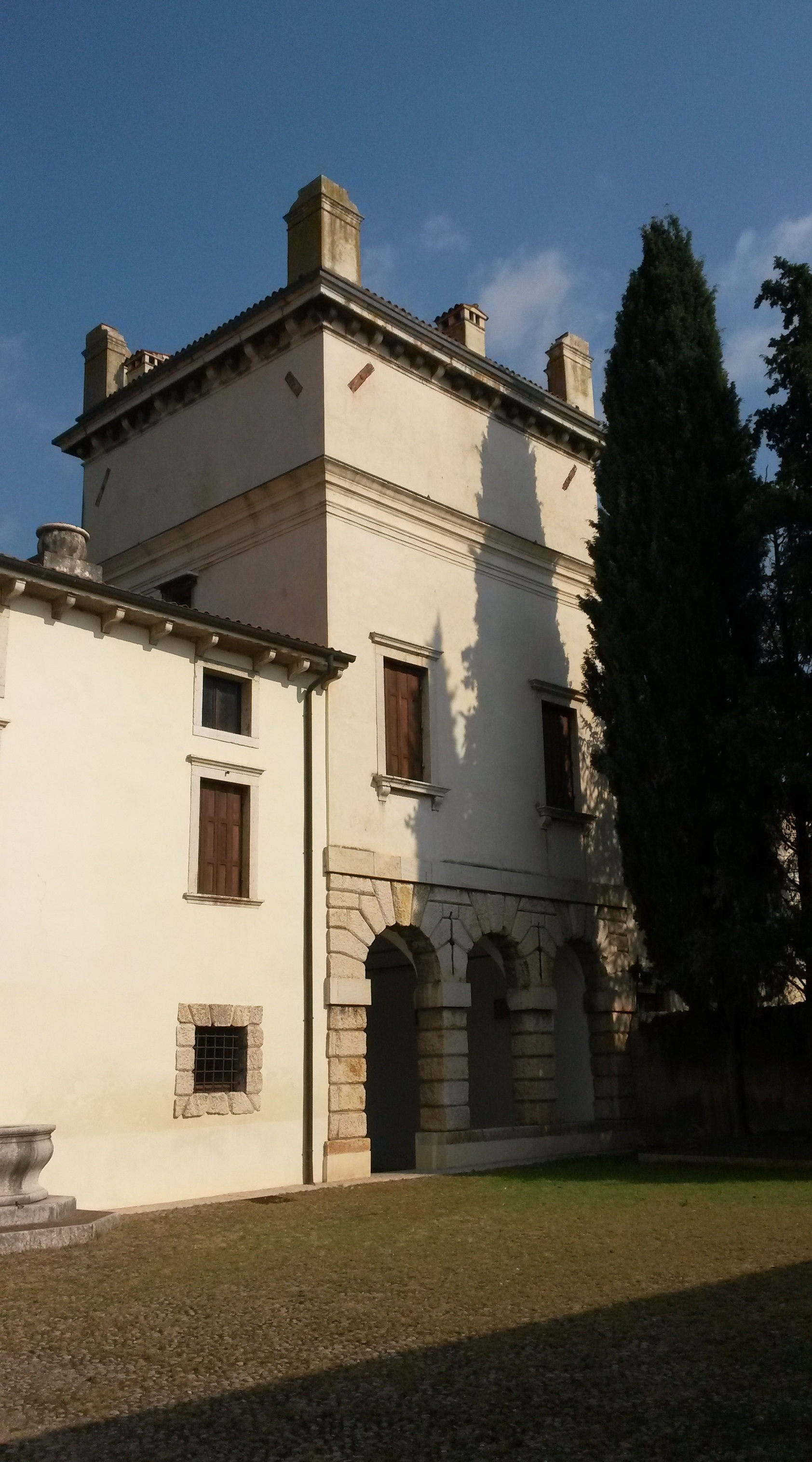
Torre colombaia cinquecentesca con loggia terrena in bugnato rustico nello stile del Sanmicheli.

## Il ciclo iconografico: il portale e gli affreschi

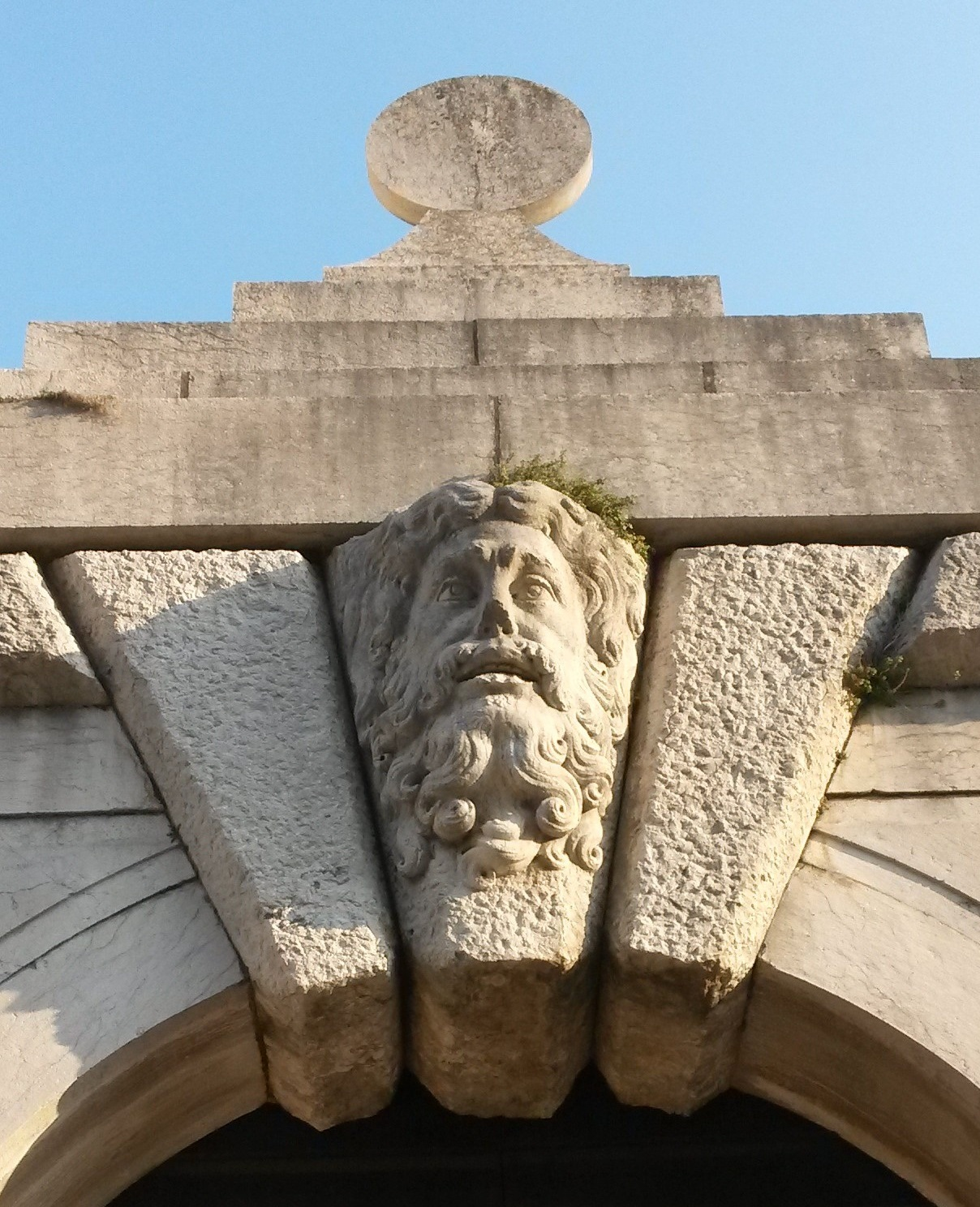
Portale. Protome del Cristo in chiave d'arco sormontata dal biblico "Sole di Giustizia".

Il ciclo iconografico della villa comprende il già citato portale (1551) e gli affreschi, distribuiti su quattro stanze più la loggia e il vano scale, che nel 1549 risultavano in via di ultimazione.
I soggetti, insoliti per una residenza nobiliare, sono di ispirazione religiosa e riflettono inquietudini suscitate dalla Riforma protestante, negli anni in cui, nella vicina Trento, si svolgeva il Concilio.

### Portale
L'iconografia del portale fa da prologo alla parte pittorica. Sulla chiave d'arco è scolpito, con espressione serena e bocca socchiusa, il volto barbato di Cristo; mentre in sommità si erge un disco in pietra, simbolo del biblico "Sole di Giustizia" (Malachia 3,20): è il preannuncio del giorno del Giudizio finale, tema ripreso, all'interno della villa, negli affreschi della Sala dell'Apocalisse.

### Vano scala
Vi sono dipinti: L'orazione nell'orto (in cui Cristo ha la prefigurazione del calice eucaristico) e La vigna mistica con putti (altro simbolo dell'eucaristia) seguiti dall'esordio del motto dei Cavalieri templari, solo parzialmente leggibile: Non nobis Domine non nobis [sed nomini tuo da gloriam], che immette nell'ambiente successivo (loggia).

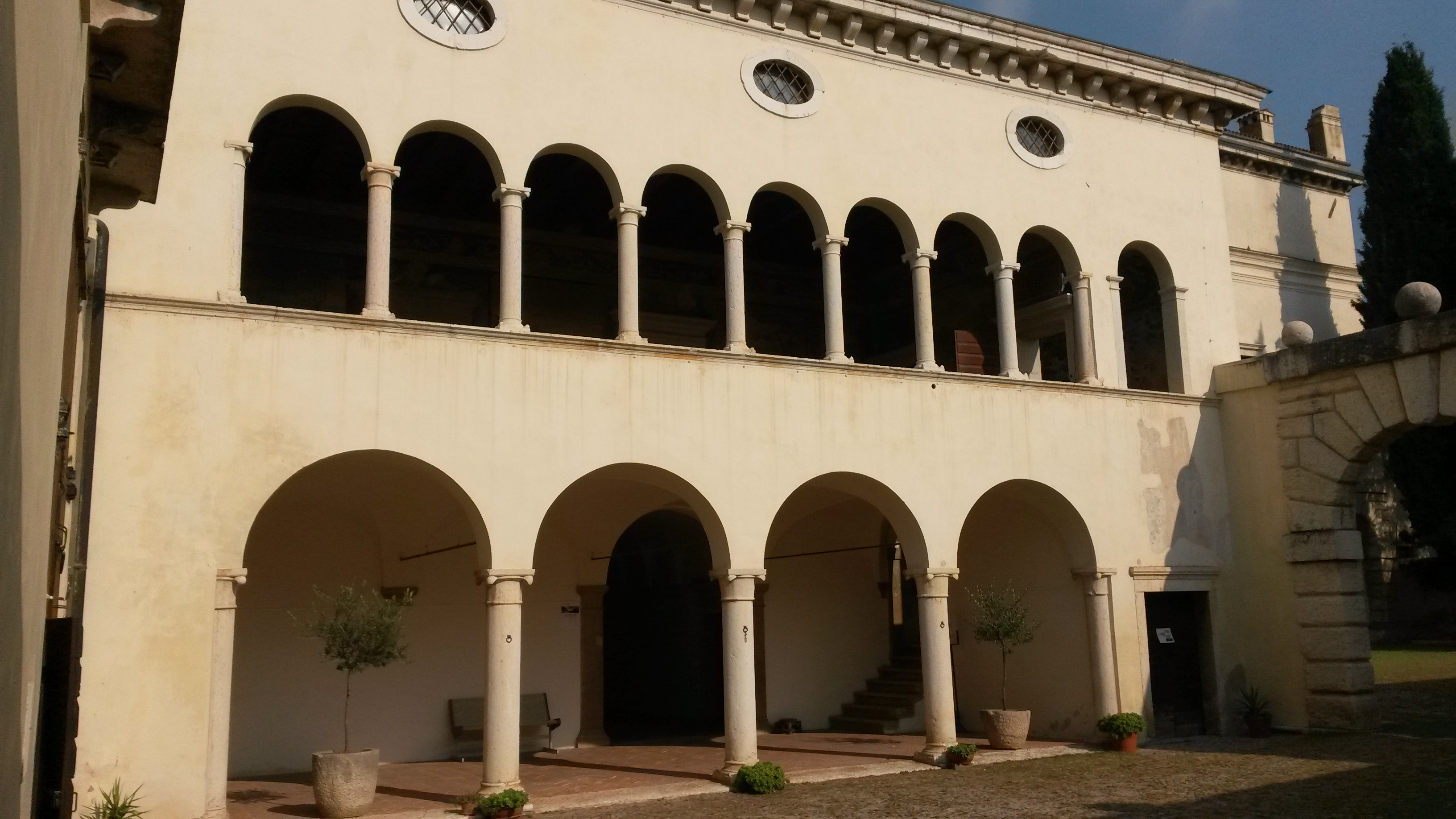
Facciata a doppia loggia prospiciente il primo cortile. Le colonne hanno capitelli fogliati (prima metà del secolo XVI).

### Loggia
Gli affreschi, attribuiti a Nicola Crollalanza, eccetto il fregio superiore attribuito a Domenico Brusasorzi, svolgono il tema della vanità pagana contrapposta alla ricerca della salvezza cristiana, ovvero al dualismo, tratto da sant'Agostino, tra "città terrena" e "città di Dio". Lo annunciano due figure giacenti, i cui cartigli recano citazioni bibliche: Vanitas vanitatum et omnia vanitas (Ecclesiaste 1,2) e Non habemus hic civitatem permanentem (Paolo, Ebrei 13,14). Sulle pareti si susseguono quattro paesaggi. Il primo (scarsamente leggibile) allude alla vita mondana; il secondo raffigura la Conversione di sant'Agostino sotto una pianta di fico; nel terzo, due aruspici scrutano il volo di uccelli (divinazione pagana); nel quarto, la caduta di un fulmine è premonizione del castigo divino. Sulla parete est, due finti rilievi sono esempi di eroismo pagano: Sacrificio di Muzio Scevola e Sacrificio di Publio Decio Mure. Il fregio superiore allinea ventidue teste coronate di alloro (altra allusione alla vanagloria dei pagani).

### Sala dell'Apocalisse
Nella sala mediana o sala dell'Apocalisse, attribuita a Nicola Crollalanza, quattro grandi scene, tratte dal Libro dell'Apocalisse, mostrano gli eventi che porteranno alla sconfitta del male e al trionfo del regno dei cieli: Flagello dei quattro angeli, Elezione dei giusti, Adorazione della Bestia immonda e Sconfitta di Satana. I quattro riquadri sono intervallate da telamoni, cariatidi e otto Sibille.

### Stanza dello Studiolo
La stanza, attribuita a Nicola Crollalanza, deve l'aspetto di studiolo umanistico ai "quadri riportati" dipinti sulle pareti, i quali raffigurano episodi dell'Antico Testamento (Sogno della scala di Giacobbe) e della vita di Gesù (Natività, Battesimo, Parabola del Ricco Epulone, Gesù e la Samaritana al pozzo, Chiamata di Pietro).

### Stanza di Giuseppe
La stanza, datata 1550-1560 circa e attribuita a Domenico Brusasorzi o Bernardino India, presenta, inquadrate da finte architetture e telamoni, scene della Storia di Giuseppe tratte dall'Antico Testamento: Sogno di Giuseppe, Giuseppe venduto dai fratelli, Giuseppe che fugge dalla moglie di Putifarre e Giuseppe che mette alla prova i suoi fratelli.

### Stanza di Davide e Giuditta
La stanza, datata 1550-1560 circa e attribuita a Bernardino India, mostra, nella fascia superiore, Davide e la Giustizia entro nicchie e altri episodi dell'Apocalisse: Prima tromba, Terza tromba, Tempesta di fuoco, Caduta della stella infuocata, Terremoto seguito all'apertura del sesto sigillo e Caduta di Babilonia. Nella fascia inferiore, incorniciati da festoni di frutta e fogliame, compaiono episodi della vita di Davide e di Giuditta, tra cui Saul che consegna l'armatura a Davide e Davide che uccide Golia.